# Albert Mahlstedt

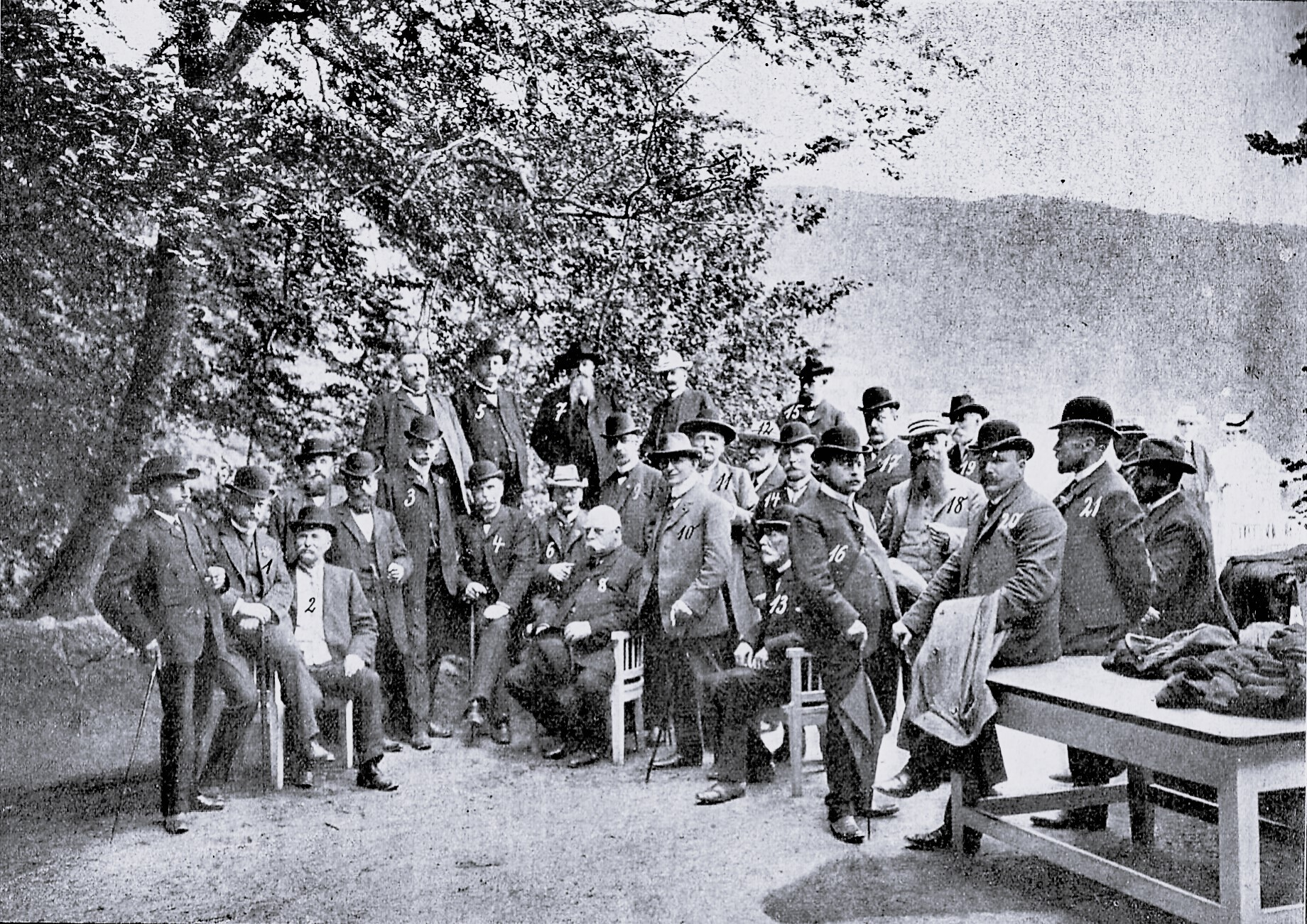
Mahlstedt und Mitglieder des Oldenburger Landtages während einer „Landtagsfahrt durch das Fürstentum Lübeck“;
Aufnahme 1907 durch den Hoffotografen Albert Giesler

Albert Mahlstedt (geboren 26. Juli 1861 in Delmenhorst; gestorben 2. August 1943 in Eutin) war ein deutscher Kommunalpolitiker und Bürgermeister der Stadt Eutin in Schleswig-Holstein.

## Leben

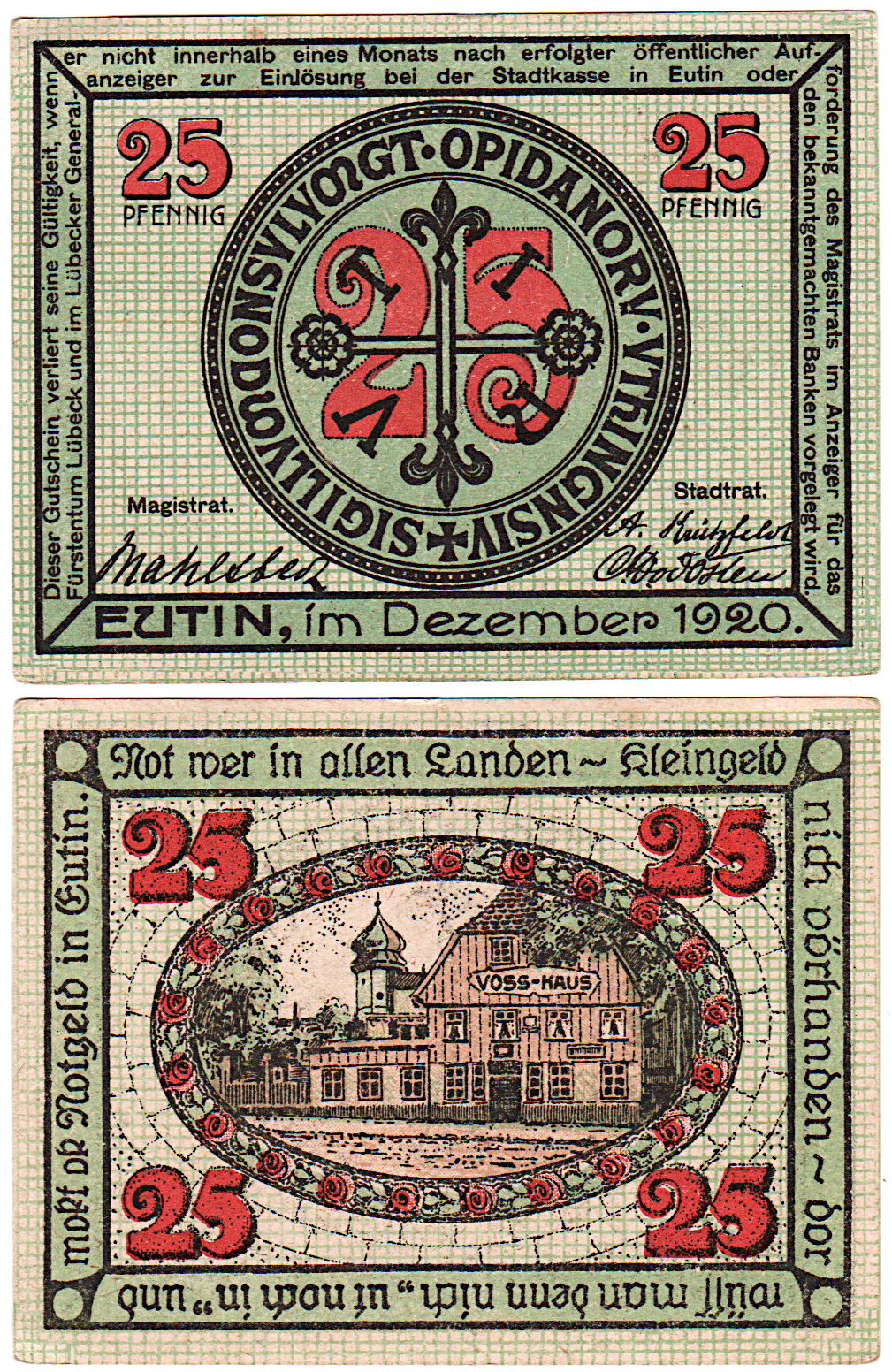
Notgeldschein über 25 Pfennig vom Dezember 1920 mit dem Voss-Haus;
und der faksimilierten Unterschrift Mahlstedts für den Magistrat und zwei weiteren für die Stadträte

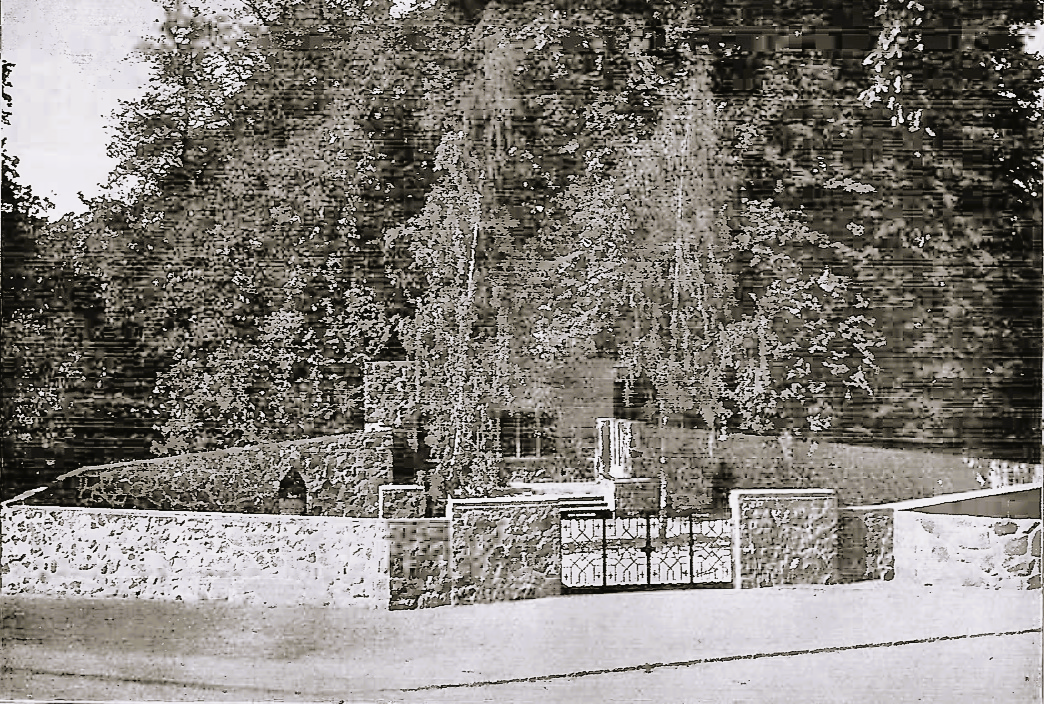
Das in der Ausführung wesentlich von Mahlstedt mitbestimmte Ehrenmal im Schlossgarten von Eutin

Albert Mahlstedt war ein Sohn des Lehrers an der Delmenhorster Rektorschule Diedrich Conrad Mahlstedt und der Ferdinandine Brader. Er besuchte die Volksschule und die Rektorschule in Delmenhorst und das Gymnasium in Oldenburg. Mahlstedt studierte Rechtswissenschaften in Heidelberg und Leipzig und trat in den Dienst des Großherzogtums Oldenburg. Nach seinem 1. Examen  1889 wurde er Auditor beim Amt Delmenhorst. 1891 legte er das 2. Examen ab.
Am 1. Dezember 1891 wurde er zum Bürgermeister Eutins ernannt; er stand der städtischen Gemeinde dann 37 Jahre lang vor. Mahlstedt war zwischen 1896 und 1899 Abgeordneter im 26. Oldenburgischen Landtag.
1895 ergriff er die Initiative zur Gründung eines Technikums, um das Wirtschaftswachstum der damals rund 5000 Einwohner zählenden Stadt zu fördern und Eutin zugleich über die eigenen Grenzen hinaus auch international bekannt zu machen. Dies wurde dem seinerzeit in Hamburg tätigen Architekten Albert Klücher bekannt, der daraufhin 1895 das privat betriebene Technikum Eutin gründete, das dann bis zu dessen Schließung 1934 durch Klüchers Sohn Albert Klücher junior fortgeführt wurde.
Unterdessen war Mahlstedt am Ende des Ersten Weltkrieges wenige Tage nach dem Beginn der sogenannten Novemberrevolution durch den Kieler Matrosenaufstand am 6. November 1918 in Eutin durch eine aus Lübeck eingetroffene Gruppe revolutionärer Soldaten verhaftet worden. Erst nach sechs Tagen wurde er aus der Haft entlassen und mit der Wahrnehmung der „Geschäfte der Ernährungs- und Volkswirtschaft“ beauftragt. Nur wenig später trugen die im Zuge der Deutschen Hyperinflation 1920 ausgegebenen Eutiner Notgeldscheine die faksimilierten Unterschriften Mahlfelds für den Magistrat sowie zwei weiteren für die Stadträte.
Doch auch während der Weimarer Republik wählte die Eutiner Gemeinde Mahlstedt wiederholt zum Bürgermeister; er führte die Amtsgeschäfte bis zu seiner Pensionierung im Jahr 1928.
Am 30. Juni (Weihe) und 1. Juli 1928 versammelten sich zahlreiche Kameraden des ehemaligen Infanterie-Regiments „Lübeck“ Nr. 162 mit den Angehörigen der zu jener Zeit in Eutin garsonierenden einstigen III. Bataillons und der Bevölkerung, um an der Weihe des Denkmals für die im Kriege 1914/18 Gefallenen am Schlossgarten teilzunehmen. Den Ehrenhof umgibt ein Quadermauerwerk an dessen rückseitiger Wand sieben Tafeln mit den Namen der Gefallenen des Eutiner Truppenteils sowie Gefechts- und Schlachtorte enthält. In der Mitte des Hofes befand sich ein Brunnen, als Symbol des sprudelnden Lebens an der Stelle des Gedenkens an jene, von denen die Inschrift sagt: „Sie starben für uns, sie leben in unseren Herzen“ Zwei Trauerbirken im Innern des Ehrenhofes im hellen Grün hoben sich von dem Dunkel einer gewaltigen Eiche, die von außen und oben her in en Hof hineinblickte, ab. In den Außenmauern befinden sich Symbole des Christentums, Anker, Herz und Kelch: Glaube, Liebe, Hoffnung versinnbildlichen. Nach mehreren, zum Teil gemeinsam mit dem Stadtrat getroffenen Entscheidungen ließ Mahlstedt das Ehrenmal durch den Malenter Architekten Alfred Schulze errichten. Später wurde das unter Mahlstedt errichtete Bauwerk zum „Ehrenmal für die Opfer des Krieges [...] in ihrer Gesamtheit“ umgewidmet.
Mahlstedt starb mitten im Zweiten Weltkrieg. Beigesetzt wurde er auf dem in der Plöner Straße gelegenen Alten Friedhof Eutin.

## Ehrungen
- Die Albert-Mahlstedt-Straße in Eutin mit ihren teils denkmalgeschützten Gebäuden wurde nach dem Kommunalpolitiker benannt.[9]
- 1979 wurde die vormalige Pestalozzi-Schule Eutin in Albert-Mahlstedt-Schule umbenannt.[1]